# Apollo 19
Apollo 19 ist die Bezeichnung für einen geplanten Mondflug im Rahmen des Apollo-Programms der NASA. Der Flug wurde im September 1970 abgesagt.

## Zeitplan und Landeplatz
Kurz nach der erfolgreichen Mondlandung von Apollo 11 verkündete die NASA am 29. Juli 1969 das weitere Programm.  Demnach war Apollo 19 für Juli 1972 vorgesehen und sollte in der Nähe der Prinz-Rille landen. Nach einer Umplanung im Oktober 1969 wurde Mons Hadley als Landepunkt angegeben.
Schon im Januar 1970, noch vor dem Unglück von Apollo 13, wurde Apollo 20 aus dem Programm gestrichen, so dass Apollo 19 nun den vorläufigen Schlusspunkt bilden sollte. Am 2. September 1970, zwischen den Flügen von Apollo 13 und Apollo 14 wurden dann auch die Mondflüge von Apollo 15 und Apollo 19 endgültig abgesagt – Apollo 16 bis 18 wurden in Apollo 15 bis 17 umbenannt. Gründe dafür waren einerseits die angespannte finanzielle Situation der NASA, andererseits auch die Beinahe-Katastrophe von Apollo 13.

## Fluggeräte
Die vorgesehene Saturn-V-Rakete mit der Nummer SA-515 wurde als Ersatz für den Start von Skylab 1 zurückgestellt, jedoch nie vollständig montiert. Die zweite Stufe war am 22. Dezember 1970 im Kennedy Space Center angeliefert worden, die dritte Stufe am 25. Mai 1972. Eine Zeit lang war noch im Gespräch, mit der SA-515 ein zweites Skylab zu starten, diese Idee wurde aber nicht verwirklicht.
Die erste Stufe stand bis 2016 im Herstellungswerk Michoud Assembly Facility bei New Orleans und wurde dann ins Museum des John C. Stennis Space Center nach Hancock County (Mississippi) überführt. Die zweite Stufe ist Teil einer ausgestellten Apollo-Rakete vor dem Lyndon B. Johnson Space Center in Houston. Die dritte Stufe diente als Ersatz für die Raumstation Skylab und steht heute im National Air and Space Museum in Washington.
Die vorgesehene Mondlandefähre LM-13 steht heute im Museum The Cradle of Aviation in New York.
Als Apollo-Raumschiff war ursprünglich CSM-115 vorgesehen. Das bereits im Bau befindliche Raumschiff wurde nicht fertiggestellt. Für die Skylab-Missionen bestanden andere Anforderungen als für die Mondflüge, unter anderem musste das Raumschiff mehrere Wochen stillgelegt werden können, so dass CSM-115 hierfür nicht verwendet werden konnte. Heute ist CSM-115 Teil der vor dem Lyndon B. Johnson Space Center ausgestellten Mondrakete.

## Geplante Besatzung
Eine Besatzung wurde offiziell nie bekannt gegeben, so dass darüber nur spekuliert werden kann.
Üblicherweise wurde die Ersatzmannschaft einer Apollo-Mission drei Flüge später zur Hauptmannschaft ernannt. Zum Zeitpunkt der Absage von Apollo 19 im September 1970 war die Ersatzmannschaft von Apollo 16 jedoch noch nicht offiziell eingeteilt.
Durch die Absagen von Apollo 18 und Apollo 19 im September 1970 war klar, dass die Ersatzmannschaften von Apollo 16 und Apollo 17 nicht mehr nach dem normalen Rotationsschema zum Zug kommen würden. Deshalb teilte die NASA für diese beiden verbleibenden Mondflüge nur noch erfahrene Astronauten in die Ersatzmannschaft ein.
Als potenzielle Mannschaft werden manchmal mit einer gewissen Unsicherheit Fred Haise als Kommandant, Gerald Carr als Mondfährenpilot sowie William Pogue als Pilot des Kommandoteils genannt.